# Віто-Литовський провулок
Ві́то-Лито́вський прову́лок — провулок у Голосіївському районі міста Києва, місцевість Корчувате. Пролягає від Столичного шосе (двічі, утворюючи форму дужки).
Прилучаються вулиці Ходосівська, Новопирогівська і Мисливський провулок.

## Історія
Провулок виник у 1-й половині XX століття на ділянці теперішнього Столичного шосе між початком с. Корчуватого і Великою Китаївською вулицею (тепер проспект Науки). Був продовженням давньої Мишоловської вулиці (починалася на Теличці від Набережно-Печерської вулиці). З 1955 року — частина Червонопрапорної вулиці. 
У 1958 році вулиця була об'єднана з шосе до с. Віта-Литовська (у 1-й половині XX століття було відоме як Пирогівський шлях) і отримала назву Чапаєвське шосе, від щойно включеного до межі Києва села Віта-Литовська (тоді — Чапаєвка). Після прокладання в 1975 році Столичного шосе Чапаєвське шосе було скорочено до теперішніх меж.
Сучасна назва, що походить від назви місцевості Віта-Литовська — з 2015 року.